# Binali Yıldırım
Binali Yıldırım (Refahiye, 1955. december 20. –) török politikus, parlamenti képviselő, 2016. május 24. és 2018. július 9. között a Török Köztársaság 65. kormányának miniszterelnöke.
Abdullah Gül kormányában 2002. november 18. és 2003. március 12. között közlekedési miniszter, a két nappal később megalakuló első Erdoğan-kormányban, majd a 60. török kormányban is ezt a tisztet töltötte be. A 2013. december 25-én kirobbant korrupciós vádak miatt posztjáról leváltották, korábbi posztján utódja Lütfi Elvan lett. 2016. május 22-én a kormányon lévő Igazság és Fejlődés Pártja (AKP) 2. rendkívüli kongresszusán a párt elnökévé választották, egyben  Törökország 27. miniszterelnöke lett.

## Életrajz
A kelet-anatóliai régióban, Refahiye városában és Erzincan tartomány egyik körzetében született kurd családba.
Az Isztambuli Műszaki Egyetem (törökül: İstanbul Teknik Üniversitesi, İTÜ) hajóépítő és tengerészeti mérnöki karán végzett, ugyanitt szerezte meg a mesterfokozatot is.
1990–1991 között az ENSZ szakosított szervezeténél, a Nemzetközi Tengerészeti Szervezet által alapított svédországi, malmői Világ Tengerészeti Egyetemen tengerészeti biztonság és környezetvédelem szakon posztgraduális képzésen végzett.
1994–2000 között az Isztambuli Önkormányzat, Tengeri Vízibusz Vállalatnál  (törökül: İstanbul Deniz Otobüsleri, İDO) dolgozott vezérigazgatóként. Ebben az időszakban volt Recep Tayyip Erdoğan Isztambul főpolgármestere.
2001 augusztusában alapítója lett az AKP-nek.
Közlekedési miniszteri ideje alatt a törökországi nagysebességű vasútvonalak közül az Ankara-Eskişehir és Ankara-Konya szakaszok készültek el. Az Eskişehir-Isztambul vonal 2015-ben került átadásra.
Binali Yıldırım sikertelenül indult az AKP jelöltjeként a 2014-es helyi választásokon, a hivatalban lévő Aziz Kocaoğlu izmiri polgármester ellen.

## Kijelentései miatti botrányok
2005-ben egy fényképet közölt a Radikal török újság, mely egy üzleti ebédnél Yıldırım lefátyolozott felesége elkülönítve, egy másik asztalnál étkezik, a fotó vírus módjára terjedt el Törökországban, óriási felháborodást eredményezve.
Egy másik alkalommal úgy nyilatkozott, hogy a Boszporusz Egyetem udvarán látta, amint fiatal lányok és fiúk ülnek és beszélgetnek egymással. Az ő korában ez nem így volt, ezért is helyteleníti ezt.
Kommunikációs miniszterként a kormányzati telefonlehallgatásokra annyit mondott: „Ha nem tettél semmi törvénytelent, akkor nincs miért aggódnod!”

## A 2013-as korrupciós botrány
A harmadik Erdoğan-kormány 2011. július 6-án megalakult, amiben már közlekedési, tengerészeti és hírközlési miniszteri rangot kapott, de a 2013. december 25-én kirobbanó botrányban leváltották.

## Magánélete
Angolul és franciául beszél, nős, három gyermeke van.

## Fordítás
- Ez a szócikk részben vagy egészben  a   Binali Yıldırım című török Wikipédia-szócikk fordításán alapul.  Az eredeti cikk szerkesztőit annak laptörténete sorolja fel. Ez a jelzés csupán a megfogalmazás eredetét és a szerzői jogokat jelzi, nem szolgál a cikkben szereplő információk forrásmegjelöléseként.
- Ez a szócikk részben vagy egészben  a   Binali Yıldırım című angol Wikipédia-szócikk fordításán alapul.  Az eredeti cikk szerkesztőit annak laptörténete sorolja fel. Ez a jelzés csupán a megfogalmazás eredetét és a szerzői jogokat jelzi, nem szolgál a cikkben szereplő információk forrásmegjelöléseként.